# Хвостатые тли
Хвостатые тли (лат. Greenideinae) — 
подсемейство настоящих тлей (Aphididae). Иногда рассматривается в качестве отдельного семейства Greenideidae в составе надсемейства Aphidoidea (Hemiptera). Юго-Восточная Азия.

## Описание
Трубочки хорошо развиты, иногда очень длинные, часто волосистые. Усики 4—6-члениковые. Развиваются на древесных растениях. Среди кормовых растений Fagaceae, Euphorbiaceae и Betulaceae. Некоторые виды, такие как Greenidea artocarpi (Westwood, 1890), Greenidea decaspermi Takahashi, 1933, Greenidea psidii van
der Goot, 1917 и Greenidea ficicola Takahashi, 1921, наносят вред экономически и декоративно важным культурам, включая Ficus spp., Psidium spp., Dimocarpus longan и Theobroma cacao.

## Систематика
Около 170 видов. В составе группы три клады, рассматриваемые в статусе подсемейства или трибы (если в ранге подсемейства в составе Aphididae).

### Триба Cervaphidini van der Goot, 1917
Cervaphidinae van der Goot, 1917
- Anomalaphis
- Anomalosiphum
- Brasilaphis
- Cervaphis
- Meringosiphon
- Sumatraphis

### Триба Greenideini Baker, 1920 (1910)
Greenideinae Baker, 1920 (1910)
- Allotrichosiphum
- Eutrichosiphum
- Greenidea
- Greenideoida
- Mesotrichosiphum
- Mollitrichosiphum
- Tritrichosiphum

### Триба Schoutedeniini Remaudière, 1988
Schoutedeniae Remaudière, 1988
- Eonaphis
- Paulianaphis
- Schoutedenia